# Collepietro
Collepietro är en ort och kommun i provinsen L'Aquila i regionen Abruzzo i Italien. Kommunen hade 229 invånare (2018).